# Obamus coronatus
Obamus coronatus (лат.) — вид ископаемых организмов неясного систематического положения, живших во времена эдиакарского периода (555 млн лет назад). Единственный в роде Obamus.

## Этимология
Родовое название Obamus дано в честь бывшего президента США Барака Обамы за его любовь к науке. Видовое название coronatus означает «увенчанный» и указывает на внешний вид организма.

## История исследования
Окаменелые отпечатки существа были найдены в Южной Австралии. На основе отпечатков в 2018 году учёными Калифорнийского университета описаны новые род и вид (формально описание считается опубликованным в 2020 г.). В этих же отложениях найдены остатки другого организма, который был назван в честь британского натуралиста и телеведущего Дэвида Аттенборо — Attenborites janeae.

## Описание
Организм имел кольцеобразную форму диаметром 0,5—2 см. На поверхности были спиралевидные борозды. Жил на морском дне и, скорее всего, не был способен к движению.